# Trapelus pallidus
Trapelus pallidus är en ödleart som beskrevs av  Reuss 1834. Trapelus pallidus ingår i släktet Trapelus och familjen agamer.

## Underarter
Arten delas in i följande underarter:
- T. p. haasi
- T. p. pallidus